# Fromagerie des Chaumes
La Fromagerie des Chaumes est une entreprise de l'industrie laitière qui fabrique des fromages industriels. Cette société appartient au groupe Savencia. Le siège est à Viroflay. L'usine principale est située à Jurançon en Béarn. Cette entreprise possède également des sites de transformation au Pays basque à Mauléon-Licharre et Viodos et en Dordogne à Saint-Antoine-de-Breuilh.

## Histoire
La fromagerie de Jurançon est créée en 1958 sous le nom de Fromagerie Paloise par une famille hollandaise produisant de l'édam. Le groupe Bongrain rachète l'usine en 1967, lance la production du chaume en 1971, date à laquelle la fromagerie prend son nom actuel. Le Saint Albray est créé en 1976. La fromagerie Saint-Antoine-de-Breuilh ouvre en 1977, celle de Mauléon en 1979, et celle de Viodos en 1991.
En 2023, la Fromagerie des Chaumes se rapproche de l'Organisation de producteurs du Sud-Ouest laitier (OP SOL) pour sécuriser un approvisionnement local soutenu. En 2024, une trentaine de producteurs de lait de la région choisissent de ne plus fournir la fromagerie car son propriétaire, Savencia, refuse les augmentations de prix demandées par ces producteurs.

## Activités
La Fromagerie des Chaumes produit principalement le fromage industriel à pâte molle Saint Albray (environ 50 millions produits/an). Ses sites produisent également les fromages suivants : Chaumes, Esquirrou (tome AOP Ossau-Iraty, créé en 1996, produit à Mauléon), Le Brebiou (créé en 1994, 5 millions produits/an), Etorki. 60 millions de litres de lait sont consommés par l'usine chaque année, cette dernière se fournissant localement et en Dordogne.

## Photothèque

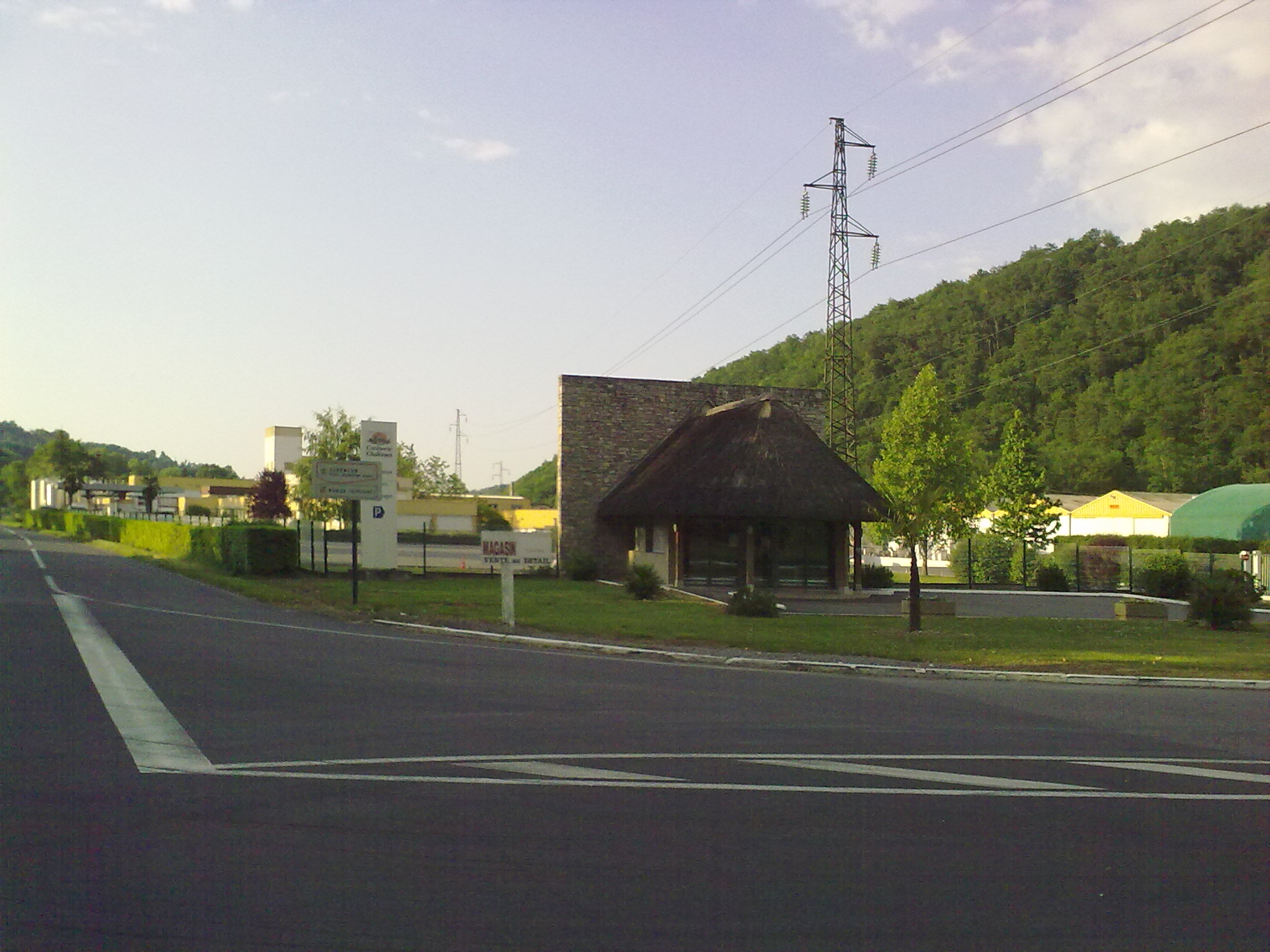
Fromagerie des Chaumes 1.
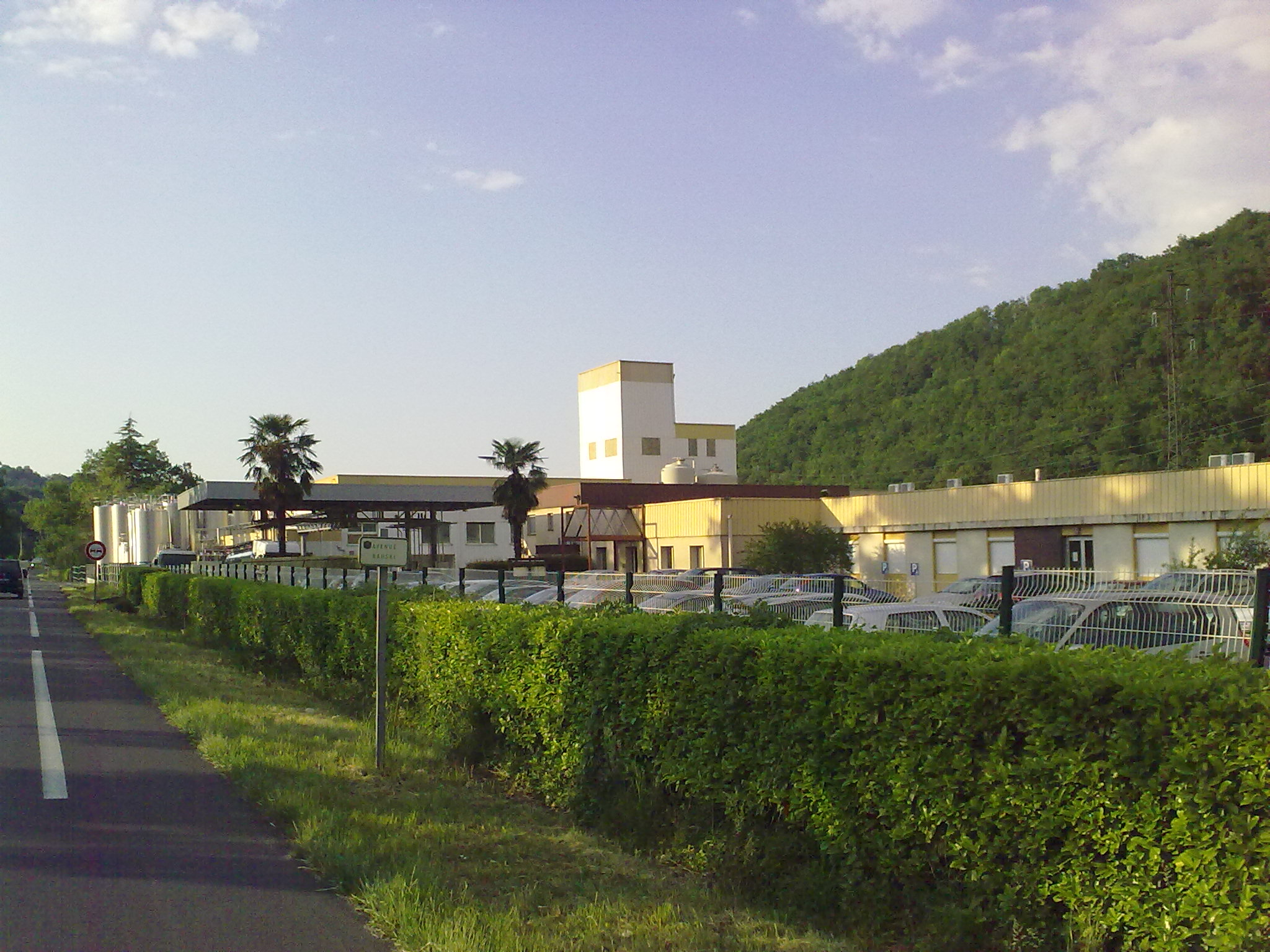
Fromagerie des Chaumes 2.
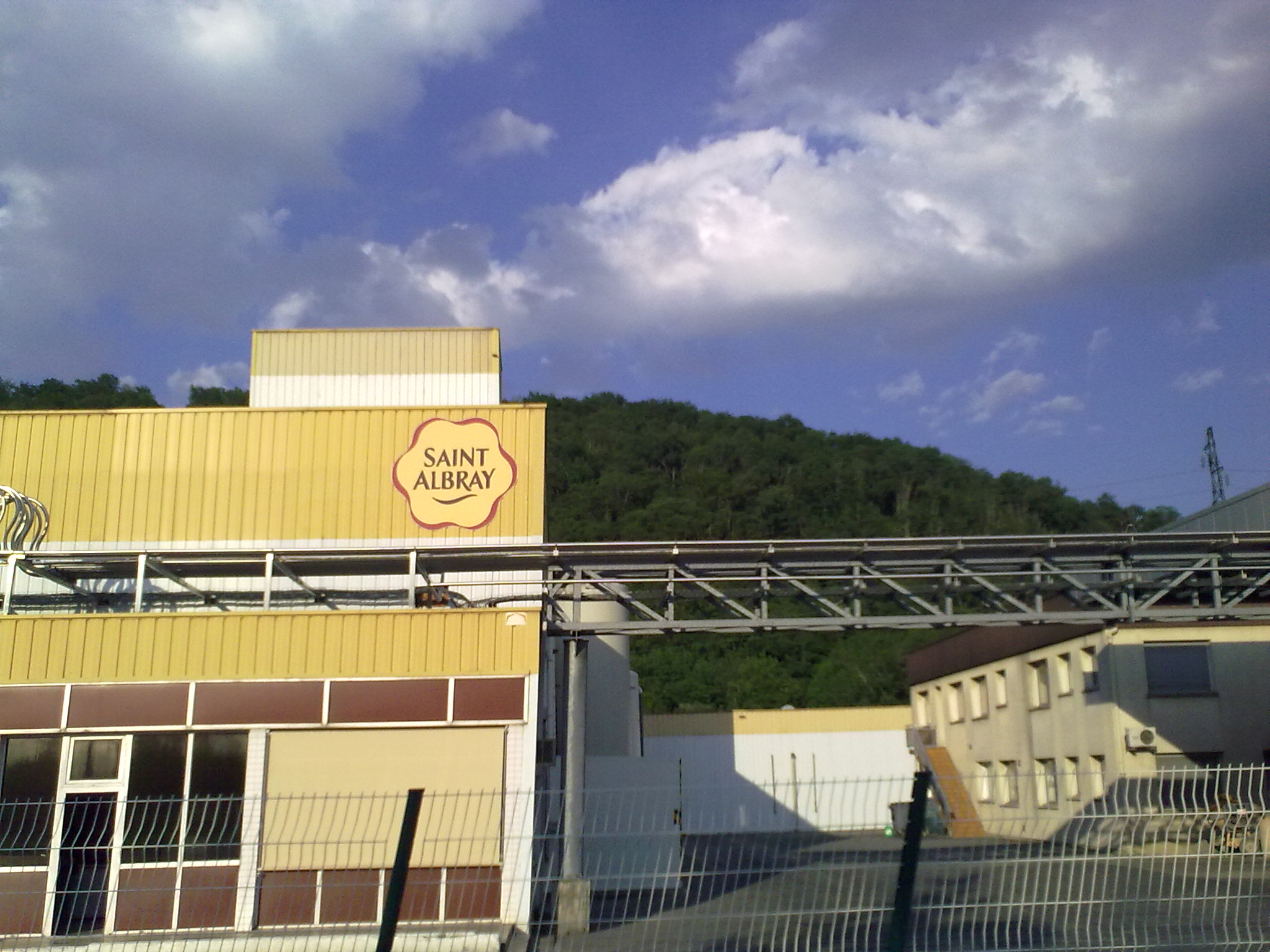
Fromagerie des Chaumes 3.
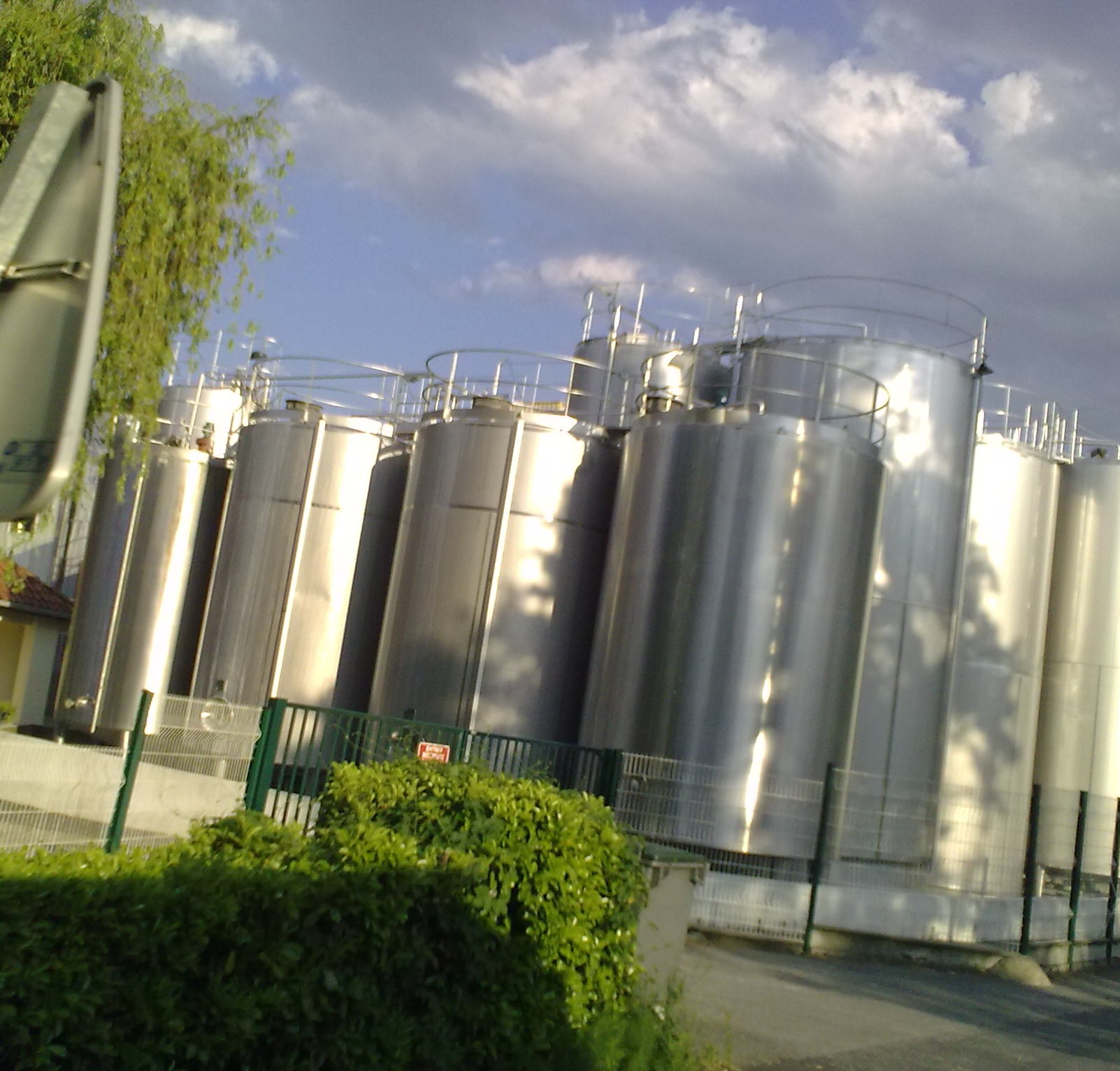
Fromagerie des Chaumes 4.